# 原田伸郎のうたごえてれび
『原田伸郎のうたごえてれび』（はらだのぶろうのうたごえてれび）は、2010年4月2日から2011年9月30日までKBS京都テレビで放送されていた音楽ミニ番組である。
昭和30年代に日本各地で流行した歌声喫茶を再現することをコンセプトにしており、原田伸郎が司会および曲の弾き語りを担当していた。スポンサーは点天で、エンディングでは点天の餃子を食べながらトークをするのが恒例だった。

## 放送時間
いずれもJST。
- 金曜 23:55 - 24:00 （本放送）
- 日曜 18:55 - 19:00 （再放送）